# Довженко Григорій (бандурист)
Григо́рій Довже́нко — український бандурист, майстер із виготовлення бандур.

## Біографічні відомості

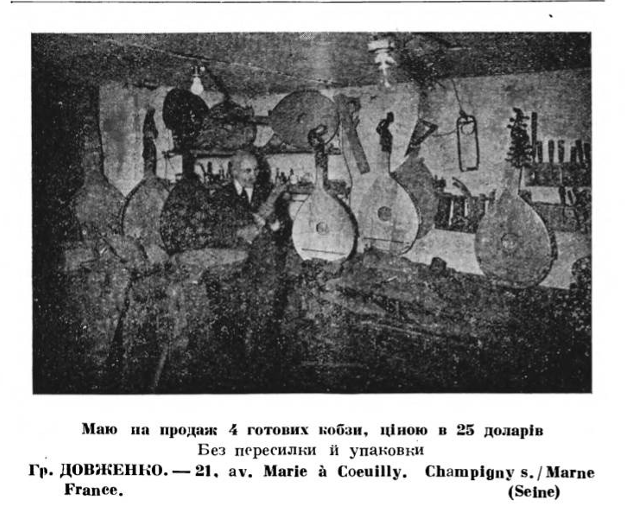
Григорій Довженко - бандурист в Франції

У 1910-их роках жив у Москві, де брав участь в Московській капелі бандуристів під керівництва Василя Шевченка. Там познайомився з Василем Ємцем.
1918 року брав участь у визвольних змагань в Україні.
Виїхав у Польщу, а згодом у Чехословаччину, де брав участь у другій капелі бандуристів, яку створив Василь Ємець.
Майстер бандур у 1920—1930-их роках у Празі.